# Wustrow (Halbinsel)

Poel und Wustrow in der Mecklenburger Bucht

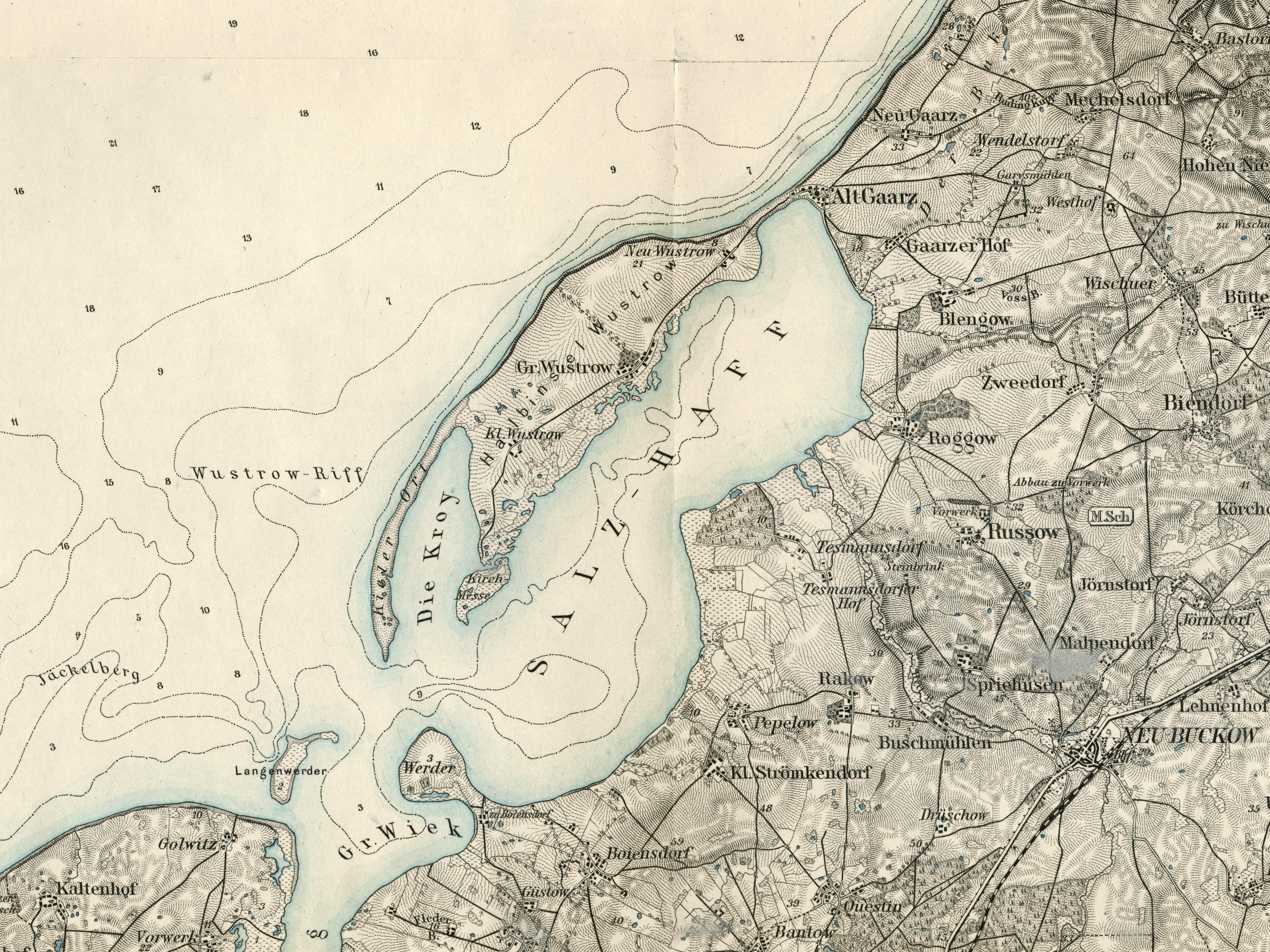
Karte von 1893 mit drei Siedlungen

Wustrow ist eine 10 km² große Halbinsel in der Mecklenburger Bucht südwestlich von Rerik. Von 1933 bis 1990 war die Halbinsel militärisch genutzt. Auch nach dem Abzug der Militärs blieb Wustrow für die Öffentlichkeit weitgehend unzugänglich. Der südwestliche Teil der Halbinsel ist als Naturschutzgebiet ausgewiesen.

## Geographie

### Lage und Name
Der Name Wustrow stammt vom slawischen Wort für „Insel“, vgl. tschechisch ostrov. Die Halbinsel liegt südwestlich von Rerik zwischen der offenen Ostsee und dem Salzhaff. Mit dem Festland bei Rerik ist sie über eine schmale Landverbindung (Nehrung), den Wustrower Hals, verbunden. Sie ist gekennzeichnet durch ihre Ausgleichsküste.

### Wustrower Hals

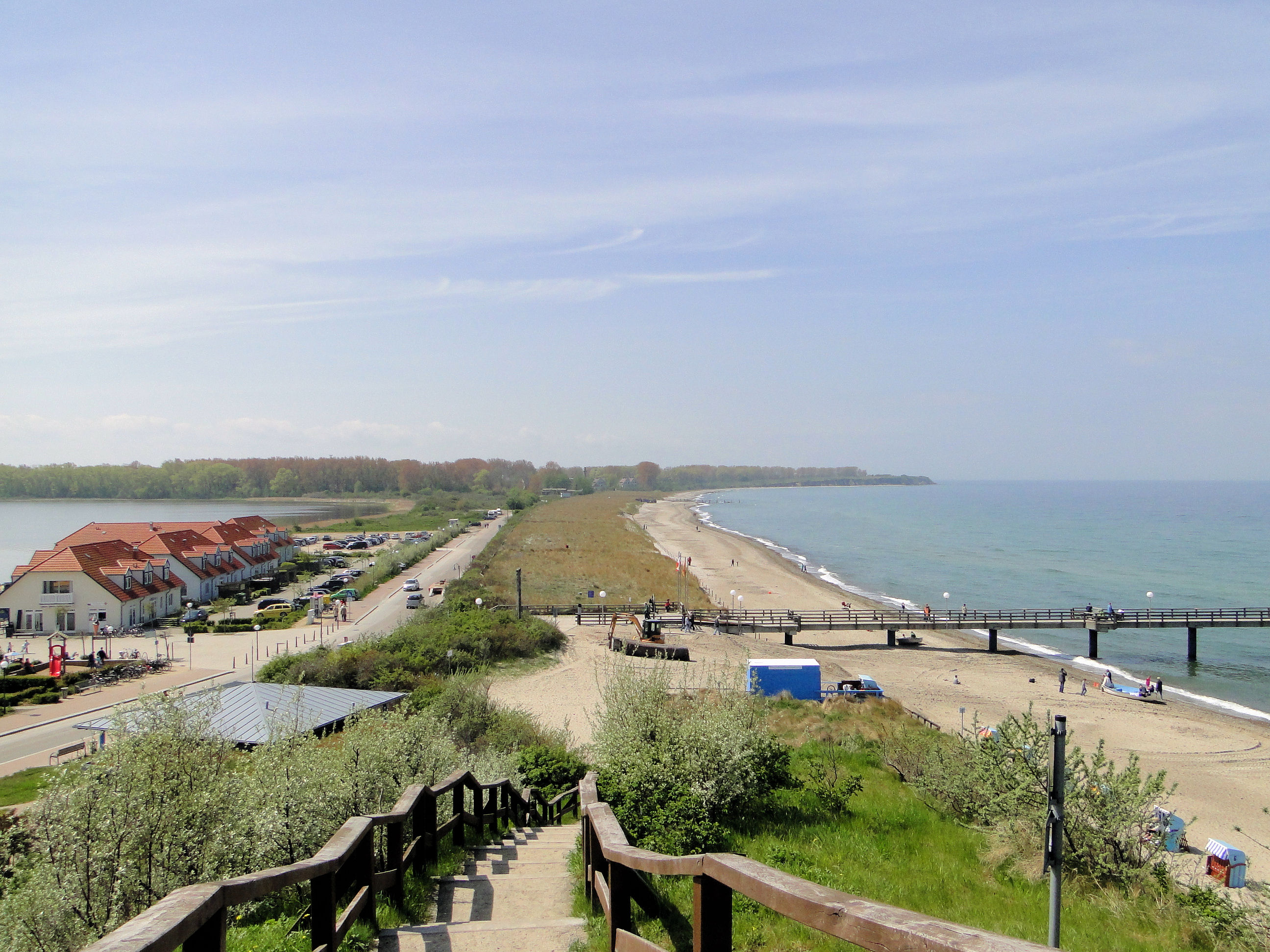
Blick vom Schmiedeberg über den Wustrower Hals zur Halbinsel Wustrow (links das Salzhaff, rechts die Ostsee)

Zwischen den Hansestädten Rostock und Wismar gelegen, war Wustrow ursprünglich eine Insel. Die slawische Burg Alt Gaarz (Alte Burg) schützte die Zufahrt zum Salzhaff. Später entstand eine Nehrung, die Wustrow mit dem Festland bei Rerik verbindet, sodass Wustrow eine Halbinsel wurde. Die 700 m lange Nehrung wurde beim Ostseesturmhochwasser 1872 und beim Sturmhochwasser am 10. Februar 1874 durchbrochen und an mehreren Stellen erheblich verändert. Die Düne wurde gänzlich abgetragen. Da ein ständiger Durchbruch der Nehrung die Ortschaften am Salzhaff gefährdet hätte, wurden noch 1874 Windfangzäune, ein Deich und eine Straße angelegt. Dieser Wustrower Hals verbindet Wustrow mit Rerik, der „Stadt im Röhricht“.

### Kern der Halbinsel Wustrow
An die Nehrung schließt sich der im Pleistozän entstandene Halbinselkern an. Er ist 5 km lang und maximal 2,5 km breit.
Das Areal wird von Nordost nach Südwest in drei Zonen gegliedert. Gleich hinter dem Damm beginnt der rund 100 Hektar große und bebaute Teil der früheren Wohnsiedlung Rerik-West und der militärischen Zweckbauten. Dieser Teil ist abgesperrt und der Zugang untersagt, den Warnschildern zufolge wegen Gefährdung durch verbliebene Munition.
Es folgt eine 200 ha große Fläche, die Teil des Landschaftsschutzgebietes Salzhaff ist. Den Rest nimmt das 700 ha große Naturschutzgebiet „Wustrow“ ein.

### Südwestliche Ausläufer
Den südwestlichen Abschluss der Halbinsel bildet ein Sandhaken, der etwa 4 km lange und wenige hundert Meter breite Kieler Ort. Ursprünglich war er fest mit dem Kern der Halbinsel verbunden. Ursprünglich lief die Halbinsel nach Süden in zwei Landzungen aus. Den südlichen Abschluss der Halbinsel bildet die Kirchmesse, ursprünglich eine Insel, die in der ersten Hälfte des 20. Jahrhunderts mit der Halbinsel zusammenwuchs. Zwischen Kieler Ort und Kirchmesse liegt die Wasserfläche Kroy. In der zweiten Hälfte des 20. Jahrhunderts bildete sich am Hals des Kieler Orts ein Durchbruch, der auf natürliche Weise offenbar nicht wieder versandet, so dass der Kieler Ort nun eine Insel ist.

## Geschichte bis 1932

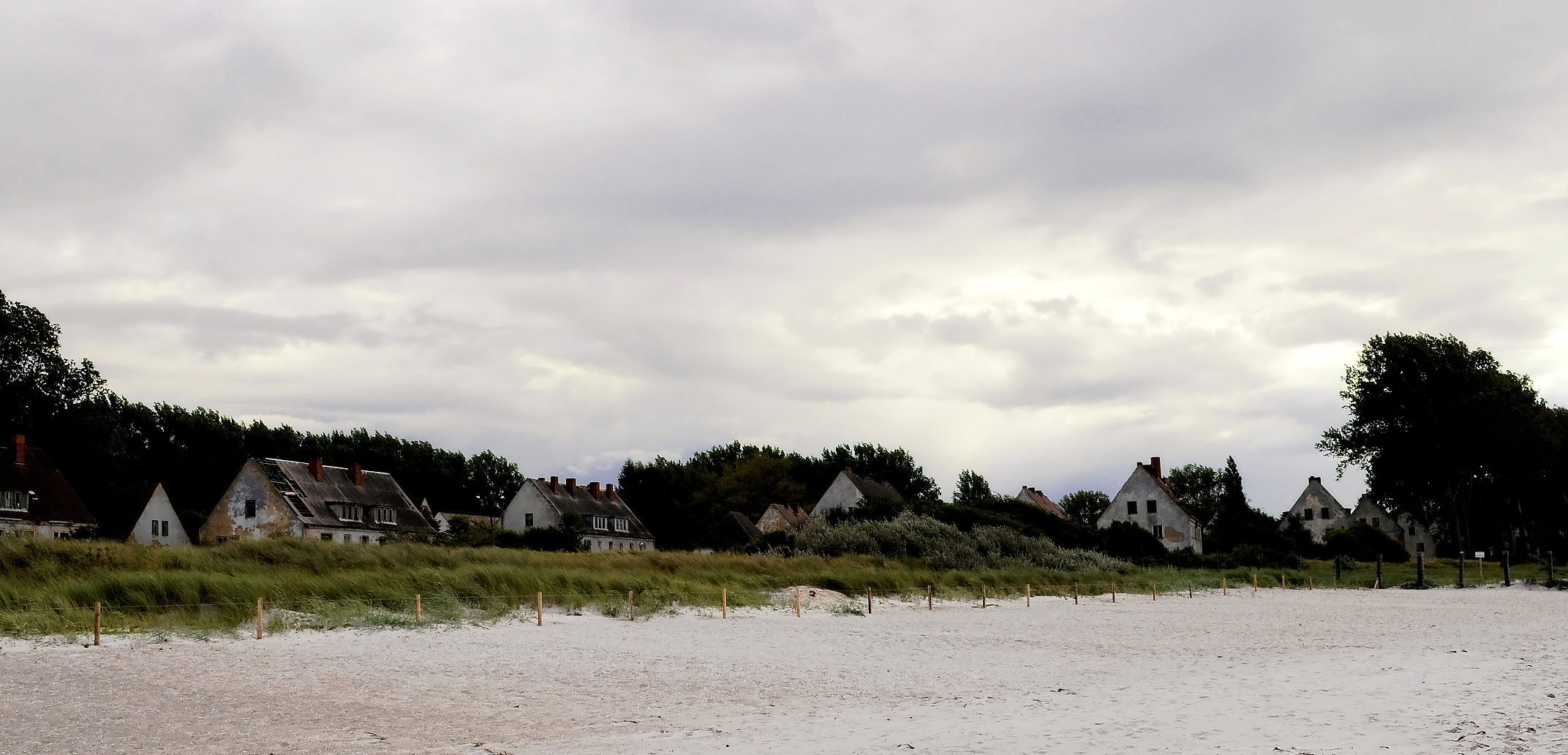
Frühere Wohnsiedlung Rerik-West, heute Sperrgebiet

1273 erstmals im Stadtbuch von Wismar erwähnt, war die Halbinsel bis Anfang der 1930er-Jahre ein landwirtschaftliches Gut in den Händen zahlreicher Besitzer. Daneben gab es mehrere Bauernhöfe, die zuletzt im Ortsteil Neu Wustrow angesiedelt waren. Erster urkundlich belegter Besitzer am Anfang des 14. Jahrhunderts war die Familie Moltke. Dann ging das Gut in der Mitte des 14. Jahrhunderts auf die von Oertzen über. Mathias von Oertzen wurde 1514 von den Herzögen Albrecht VII. und Heinrich V. das Recht zum Bau einer Windmühle verliehen. Die Mühle wurde auf dem Wustrower Hals errichtet. Mathias von Oertzen war der jüngste Landrat in Mecklenburg.
Ein schweres Sturmhochwasser zerstörte das Gut am 10. Februar 1625 fast vollständig. Die gesamte Halbinsel wurde überschwemmt. Der Überlieferung nach flohen die Bewohner auf den höchsten Punkt und standen trotzdem noch bis zum Bauch im Wasser. Am 15. Februar 1625 wurde aus dem Lehngut ein Allod. Die Besitzer mussten keine Abgaben mehr entrichten und waren vom Hof- und Kriegsdienst befreit. Das Gut gehörte 1649 Erich Hansson Ulfsparre, königlich schwedischer Oberst und Kommandant von Wismar.
1675 war ein Baron von Winterfeld Besitzer, ihm und seinen Nachfahren wurde am 27. Oktober das Kirchenpatronat in Alt-Gaarz verliehen. Die Familie konnte Geistliche ernennen und auch absetzen; sie durfte über das Vermögen und das Einkommen verfügen. Im Gegenzug bestand die Pflicht zur Erhaltung und zum Ausbau des Kirchengebäudes. Helmuth Otto von Winterfeld verstarb 1694 und hinterließ 17 Kinder, die Halbinsel erbte Friedrich von Winterfeld, damals ein Major der dänischen Armee. Er verkaufte 1696 an den Generalleutnant Samuel Christopher von Plessen, der den Besitz an seinen Sohn Helmut August vererbte. Helmut August wurde 1724 ermordet, die Umstände sind nicht geklärt. In den folgenden Jahren wechselten die Besitzer häufig. Die Herrschaft der Schweden dauerte bis 1803. 1838 wurde Neu Wustrow mit drei Erbpachthöfen gegründet. Erst die Familie Stever, die das Gut 1820 übernommen hatte, konnte es wieder über einen längeren Zeitraum halten. 1859 brach die Cholera aus, es erkrankten 30 Menschen, von denen fünf an den Folgen der Krankheit starben. Der gesamte Gutshof brannte einige Jahre danach bis auf das neue Herrenhaus nieder. Danach wechselten die Besitzer wieder mehrfach. Der Rittergutsbesitzer Hans von Plessen kaufte das Gut 1925.

## Militärische Nutzung

### Reichswehr und Wehrmacht
1932 wurde die Halbinsel Wustrow von den Damshagener Brüdern Bernhard und Hans Balduin von Plessen an die Reichswehr verkauft, die 1933 unverzüglich mit dem Aufbau von Deutschlands größter Flakartillerieschule, der FAS I, begann. Der Standort wurde auch als „Rerik-West“ bezeichnet.

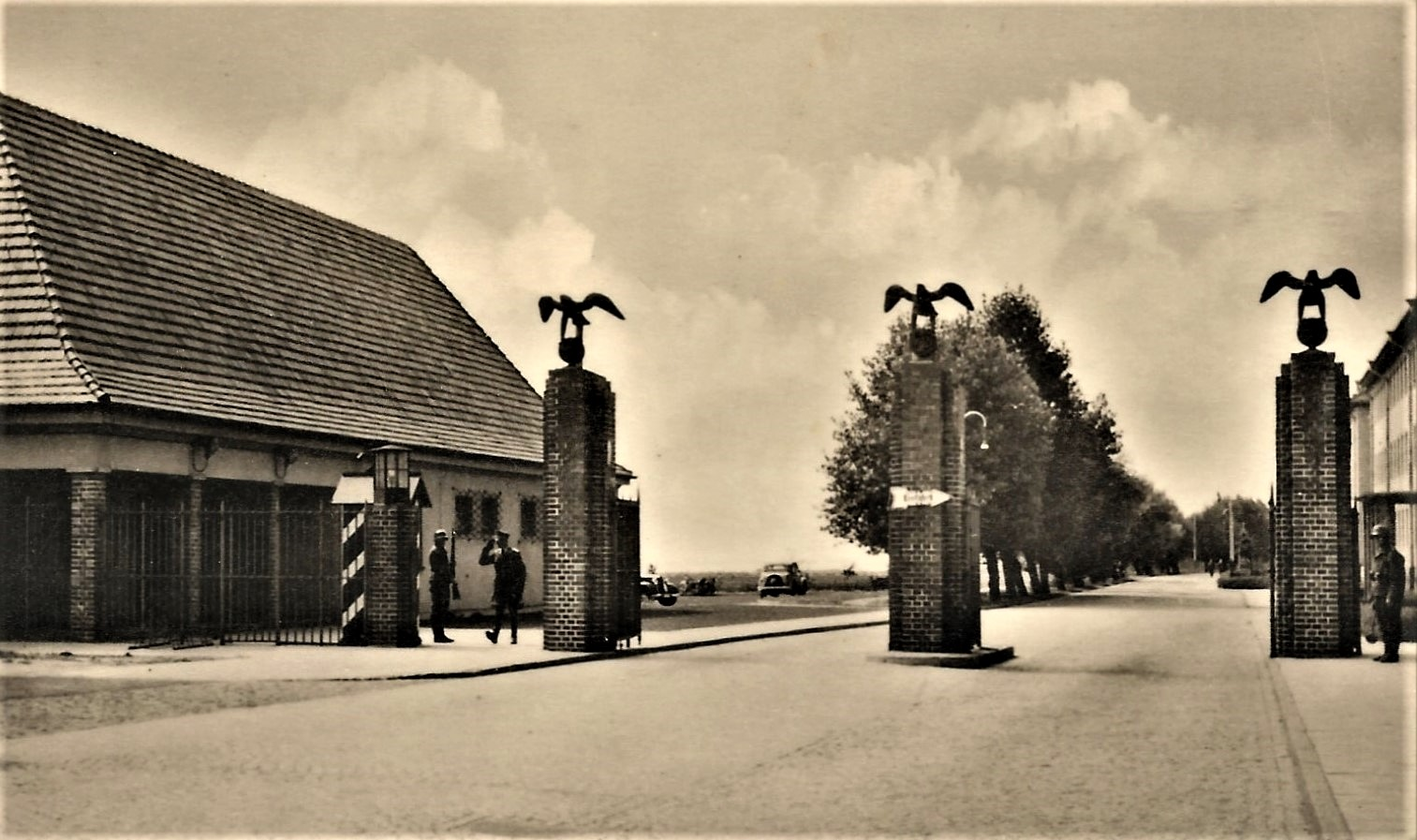
Kaserneneingang der Flakartillerieschule Rerik

Eine Heeresstandortverwaltung wurde am 1. August 1933 eingerichtet und vorläufig in der Pension Ingeborg untergebracht. Das Herrenhaus, der Jungviehstall und ein Speichergebäude wurden zu provisorischen Unterkünften für übende Soldaten umgebaut. Es wurde schnell Platz für 350 Personen geschaffen. Das Geschäftszimmer der Standortverwaltung wurde Anfang 1934 auf die Halbinsel verlegt. Sie kam in der ehemaligen Schule unter. Im April 1934 wurden erste Kasernengebäude, das neue Lager fertig. Die dreistöckigen Gebäude waren unterkellert.
Für Zivilbeschäftigte und Offiziere entstand die Siedlung Rerik West mit Wohnhäusern nach Plänen von Heinrich Tessenow.

„Auf dem rund 5000 Morgen großen Gelände der Halbinsel Wustrow ... herrscht heute regstes militärisches Leben ... Nicht weit vom ehemaligen Gutshof ... ist in verblüffend kurzer Zeit etwas ganz Neues und für Deutschland Einmaliges entstanden: die Flak-Artillerie-Schule. Die etwa 45 Kasernen-, Wohn- und Wirtschaftsgebäude und die rund 20 großen Fahrzeug- und Gerätehallen sind fast wie Pilze aus der Erde geschossen ... Was er hier im einzelnen zu sehen und zu hören gibt, das ist, als Ganzes genommen, wahrhaftig eine Meisterleistung deutscher Organisationskunst. Hier ist dank der Schaffenskraft des unter Adolf Hitler geeinten Volkes eine kleine Stadt entstanden, ein soldatisches Gemeinwesen, das in jeder Hinsicht als mustergültig angesprochen werden muß.“

Am 6. April 1934 wurde aus einer 7,5-cm-Flak L/60 der erste Übungsschuss abgefeuert. Dieses Geschütz wurde von Bofors in Schweden als „Bofors 75 mm m/1929“ eigens für die deutsche Reichswehr entwickelt; wegen fehlender Eignung entstand hieraus danach die 8,8-cm-Flak. Die übenden Flakabteilungen wechselten alle vierzehn Tage. Die Flakartillerieschule und der Luftwaffenübungsplatz beeinflussten das Leben in Alt Gaarz entscheidend. Im vorderen Teil der Halbinsel wurde eine Wohnsiedlung und der Militärbautenkomplex mit Flugplatz und Sportanlagen errichtet. Soldaten aus allen Teilen Deutschlands wurden in mehrwöchigen Lehrgängen an den Flak-Geschützen ausgebildet. Im Laufe des Krieges wurden die Anlagen immer wieder erweitert und ausgebaut. Am 25. Juli 1943 war der Standort Ziel eines aus Richtung Hamburg anfliegenden US-Bomberverbands (388th Bombardment Group). Zum Ende des Zweiten Weltkrieges diente Wustrow als Zwischenstation für Einheiten, die zur Verteidigung der Stadt nach Berlin geflogen wurden. Auf der Flucht vor der vorrückenden Roten Armee verließen viele Bewohner und Soldaten die Halbinsel.
Am 2. Mai 1945 wurde Wustrow von dem Stadtkommandanten Deckwitz kampflos an die sowjetischen Streitkräfte übergeben. Nachdem 1945 eine Bodenreform durchgeführt und Neubauern angesiedelt worden waren, wurde die Halbinsel Wustrow 1949 zur sowjetischen Garnison bestimmt. Die sowjetische Militärführung forderte alle noch verbliebenen deutschen Zivilisten zur Räumung der Halbinsel auf. Die Rote Armee übernahm die Halbinsel und schottete sie von der Außenwelt ab.

### Rote Armee

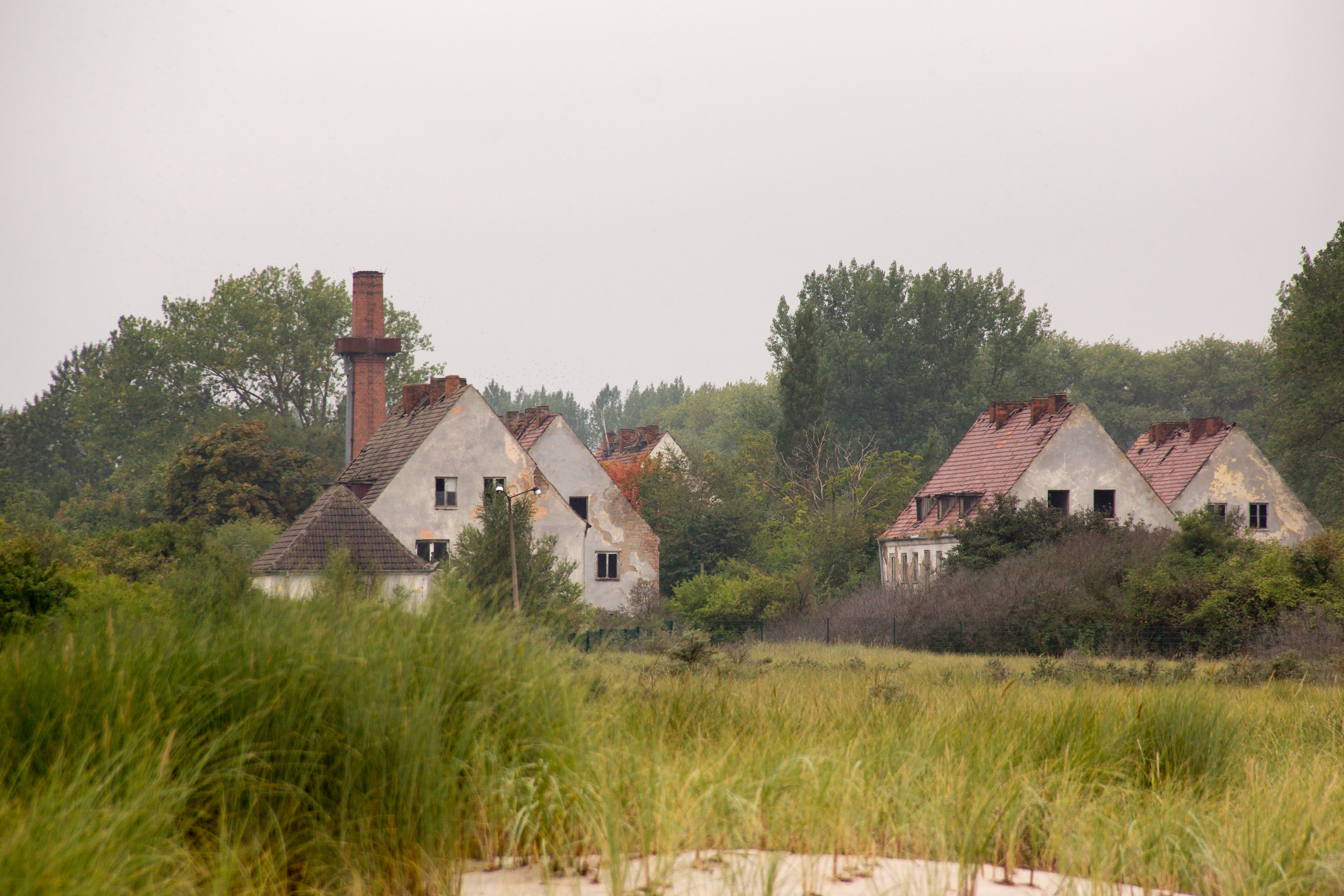
Wüstung

Über die sowjetische Besatzungszeit ist nur weniges überliefert. Es wird geschätzt, dass auf Wustrow bis zu 3000 Soldaten und deren Familienangehörige stationiert waren. Kontakte zur einheimischen Bevölkerung beschränkten sich auf Feiertage wie den 7. November, den Tag der großen Sozialistischen Oktoberrevolution. An solchen Tagen durften ausgewählte deutsche Delegationen an den Feierlichkeiten teilnehmen. Zeitweise wurden auch militärische und sportliche Aktionen mit den Mitgliedern der Betriebskampfgruppen und Soldaten der Nationalen Volksarmee durchgeführt. Gesichert ist, dass wieder ein Schieß- und Ausbildungsplatz errichtet wurde, die Einheiten wurden durch Marine- und Nachrichtentruppen ergänzt. Nach dem Ende des Krieges hatten Soldaten der Roten Armee einen Teil der Kasernenanlagen gesprengt. Dort wurden für die Mannschaften einfache Baracken aus Stein errichtet, die an einer Stirnseite Toiletten- und Waschräume hatten. Zwei abgetrennte Räume dienten als Waffenkammer. Neben den Schlafbaracken wurden diverse Gebäude zur Versorgung der Truppe, wie Küchen, Bäckerei, Speisesaal, Kartoffelbunker und ein Fleischlager, gebaut. Für die Selbstversorgung mit Schweinefleisch wurden etliche Schweineställe unterhalten. Diese Schweine liefen auch außerhalb der Ställe frei herum und verließen auch teilweise die Umzäunung. Sie paarten sich mit den dort lebenden Wildschweinen. Die daraus resultierenden gescheckten Schweine waren noch viele Jahre auf der Halbinsel präsent. Das ehemalige Postgebäude wurde um einen großen Saal erweitert und dann als Kino genutzt. Hier wurden hauptsächlich an Sonntagen Filme vorgeführt. Ein Kindergarten und eine Schule für die jüngeren Kinder komplettierten die Anlage. Die älteren Kinder besuchten zuerst die Schule in Wismar und dann die in Schwerin. Für die Einheimischen war die Halbinsel eine verbotene Zone. Eine quer über die Straße verlaufende Mauer trennte Rerik von Wustrow. Die Mauer war mit Stacheldraht bewehrt, der an beiden Seiten bis weit in die Ostsee und das Salzhaff reichte. In den 1970er Jahren wurde in Rerik ein Ausbildungszentrum des Deutschen Turn- und Sportbundes gebaut. Das Zentrum benötigte Platz, aus diesem Grund wurde die Mauer bis zur Mitte des Wustrower Halses zurückverlegt. Das Blechtor zur Straße nach Rerik war ständig bewacht; beide Straßenseiten waren von einem starken Zaun eingefasst. Auch innerhalb des Militärgeländes gab es etliche abgegrenzte Areale, die nur von Berechtigten mit entsprechendem Passierschein betreten werden durften. Die Bäckerei war beispielsweise mit einer Mauer umgeben und wurde von zwei Posten bewacht.
Die sowjetische Armee übte – ebenso wie vorher die Reichswehr – das Schießen auf bewegliche Luftziele. Zu diesem Zweck wurden große Luftsäcke von Flugzeugen über den Horizont gezogen; die Flugzeuge starteten in Pütnitz (heute Flugplatz Damgarten) bei Ribnitz-Damgarten und flogen einen großen Halbkreis um die Halbinsel. Neben den fest installierten Flakgeschützen wurde auch der Kampf mit Flakpanzern, die mit Vierlingsrohren ausgestattet waren, geübt. Die Flakpanzer schossen auf Boden-, See- und Luftziele. Die Seeziele wurden mit einem Schiff auf die Ostsee hinausgeschleppt. Bei solchen Übungen war die See bis zu 15 Kilometer für jeglichen Verkehr gesperrt. Für die Panzer war auf der Haffseite eine Fahrschulstrecke eingerichtet und für die Ausbildung der Infanteriesoldaten wurde ein Übungsgelände angelegt. Die Einheiten der Küstenartillerie waren bis zum Anfang der 1950er Jahre stationiert. Danach wurden die Geschütze durch Raketen ersetzt, an denen die Soldaten ausgebildet wurden. Eine parallel zur Ostsee verlaufende gepflasterte Straße führte hinter den Mannschaftsunterkünften zu den großen Radaranlagen und den dazugehörenden technischen Bereichen und Fahrzeughallen. Nahebei befanden sich eingezäunte Startrampen für Boden-Luft-Raketen. Auf dem ehemaligen Flughafengelände der Wehrmacht wurde um 1950 ein Turm gebaut, der Tower genannt wurde. Er diente aber nicht der Überwachung des Flugbetriebes, sondern als Feuerleitzentrale für die eigene Flakartillerie. Um mögliche Gegner über die Funktion des ehemaligen Flughafens zu täuschen, wurden über 20 Flugzeugattrappen aufgestellt.
Seit 1949 waren auf der Halbinsel auch Truppen der Baltischen Rotbannerflotte, Einheiten der Baltischen Südflotte und der 4. Baltischen Flotte stationiert. Zumindest zeitweilig wurden Funkeinrichtungen betrieben. Ein Funkaufklärungsbataillon und ein Fernmelderegiment, die organisatorisch zur Baltischen Rotbannerflotte gehörten, waren hier stationiert. Das Bataillon betrieb eine Radarstation und hatte zur Unterstützung eine Marineeinheit. Diese Einheiten waren durch einen beleuchteten und bewachten Doppelzaun streng von dem übrigen Gelände abgeschirmt. Der Auftrag der Funkaufklärer wurde lapidar mit Sicherstellung der Schiffsnavigation umschrieben. Das beinhaltete auch die Überwachung des bei Schießbetrieb gesperrten Seegebietes. Zur Orientierungshilfe für Marineflieger und Schiffe wurden zeitweise Funknavigationsanlagen und Funkfeuer betrieben. Bei großen Manövern mit Einheiten des Warschauer Paktes, wie Waffenbrüderschaft 70 oder Waffenbrüderschaft 80 wurde von hier aus die Navigation gesichert. Auch bei nationalen Übungen wie Ozean 72 kamen die Einheiten zum Einsatz.
Auf der Halbinsel war die 2. Spezial-Aufklärungsbrigade der sowjetischen Streitkräfte GRU stationiert. Sie unterstand direkt dem Stab der GSSD in Wünsdorf. Die Aufgabe der Brigade war es, in Friedenszeiten Fernaufklärung in Richtung Nordatlantik und Jütland zu betreiben. Im Kriegsfall wäre von hier aus der Einsatz sowjetischer Seelandeeinheiten und die Blockierung der Ostseezugänge logistisch mit koordiniert worden. Es waren hier auch Landungsschiffe vorhanden, diese wurden bei dem Abzug der Truppen in den 1990er-Jahren zum Transport von technischen Gerätschaften von Wustrow in die UdSSR eingesetzt.
Nach dem Zerfall des Ostblocks um 1989 wurde auch die Abschottung von der Bevölkerung gelockert und es wurden vermehrt Kontakte zur Bevölkerung gepflegt. Eine letzte große Schießübung wurde im gesamten September 1992 abgehalten; danach wurde der Ausbildungsbetrieb eingestellt. Die letzten Soldaten wurden im Oktober 1993 offiziell verabschiedet, der ehemalige Standort war im Mai 1994 endgültig geräumt. Nach dem Abzug der Truppen änderte sich die Situation in dem kleinen Ort Rerik grundlegend. Bis dahin war das Gebiet regelmäßig von Panzern durchfahren und von Kampfflugzeugen überflogen worden.

### Entwicklung nach dem Abzug der Armee

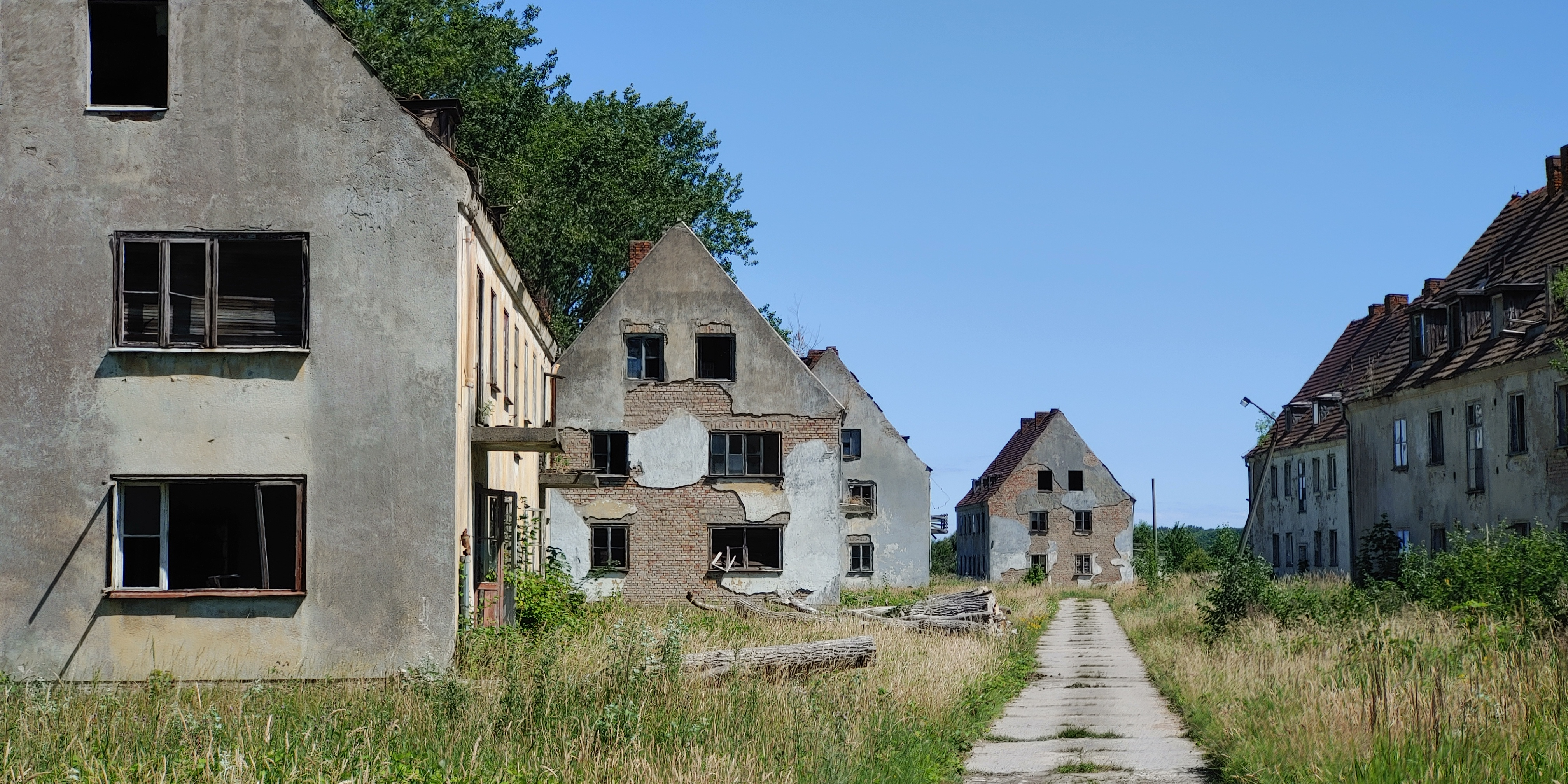
Verfallene ehemalige Kasernengebäude, Foto vom Juli 2022

Nach dem Abzug der Sowjetarmee hofften viele ehemalige Bewohner der Häuser auf Wustrow auf eine Möglichkeit zur Rückkehr. Die Halbinsel wurde gemäß den Vereinbarungen im Einigungsvertrag zwischen der BRD und der DDR Grundvermögen des Bundes. Verhandlungen wegen der immensen Umweltschäden auf der Halbinsel wurden am 16. Dezember 1992 zwischen Boris Jelzin und Helmut Kohl in Moskau geführt, die zu einer sogenannten Null-Lösung führten: Eventuelle Schäden wurden nicht gegen Sachwerte aufgerechnet. Die Bundesrepublik übernahm das Risiko der Altlasten und Schädigungen.
Nach einem Truppenübungsplatzkonzept der Bundeswehr wurde Wustrow nicht mehr für militärische Zwecke benötigt. Das Bundesministerium der Finanzen wurde für die Liegenschaft zuständig, die Verwaltung oblag der Oberfinanzdirektion Rostock und dem Bundesvermögensamt.
Nach Meinungsverschiedenheiten zwischen dem Bund und der Stadt Rerik wurde die gesamte Halbinsel schließlich im Februar 1998 an die heute in Düren ansässige Fundus-Gruppe von Anno August Jagdfeld verkauft. Der Investor plante, eine Marina, einen Golfplatz und Reiterhof, ein Hotel mit 150 Betten und Ferien- und Eigentumswohnungen mit einer Gesamtkapazität von 2000 Personen zu errichten. Die Stadt Rerik, die das Vorhaben genehmigen muss, sprach sich dagegen aus, und verwies auf die entstehende hohe Verkehrsbelastung im Ort. Sie untersagte dem Eigner die Benutzung der Zufahrt zur Halbinsel. Im Gegenzug sperrte die Fundus-Gruppe am 2. September 2004 den Zugang und verbot die bis dahin stattgefundenen Führungen über die Halbinsel. Seitdem sind Besichtigungen nur noch vom Wasser aus möglich.
Von 2002 bis 2008 bewohnte der Künstler Günther Uecker, der auf der Halbinsel als Sohn eines Wehrmachtsangehörigen aufwuchs, mit Einverständnis des Investors und der Stadt eine Hütte auf der Halbinsel, bis ihm das vom Landratsamt verboten wurde.
Die Halbinsel ist seitdem zugewachsen und der Ort inzwischen vollkommen bewaldet. Seit Juni 2018 erlaubt der Investor von Rerik ausgehende Planwagenfahrten und Führungen. Im August 2019 durfte als erstes Filmteam eines des NDR für die Folge Der Tag wird kommen des Rostocker Polizeirufs auf Wustrow drehen.

## Naturschutz

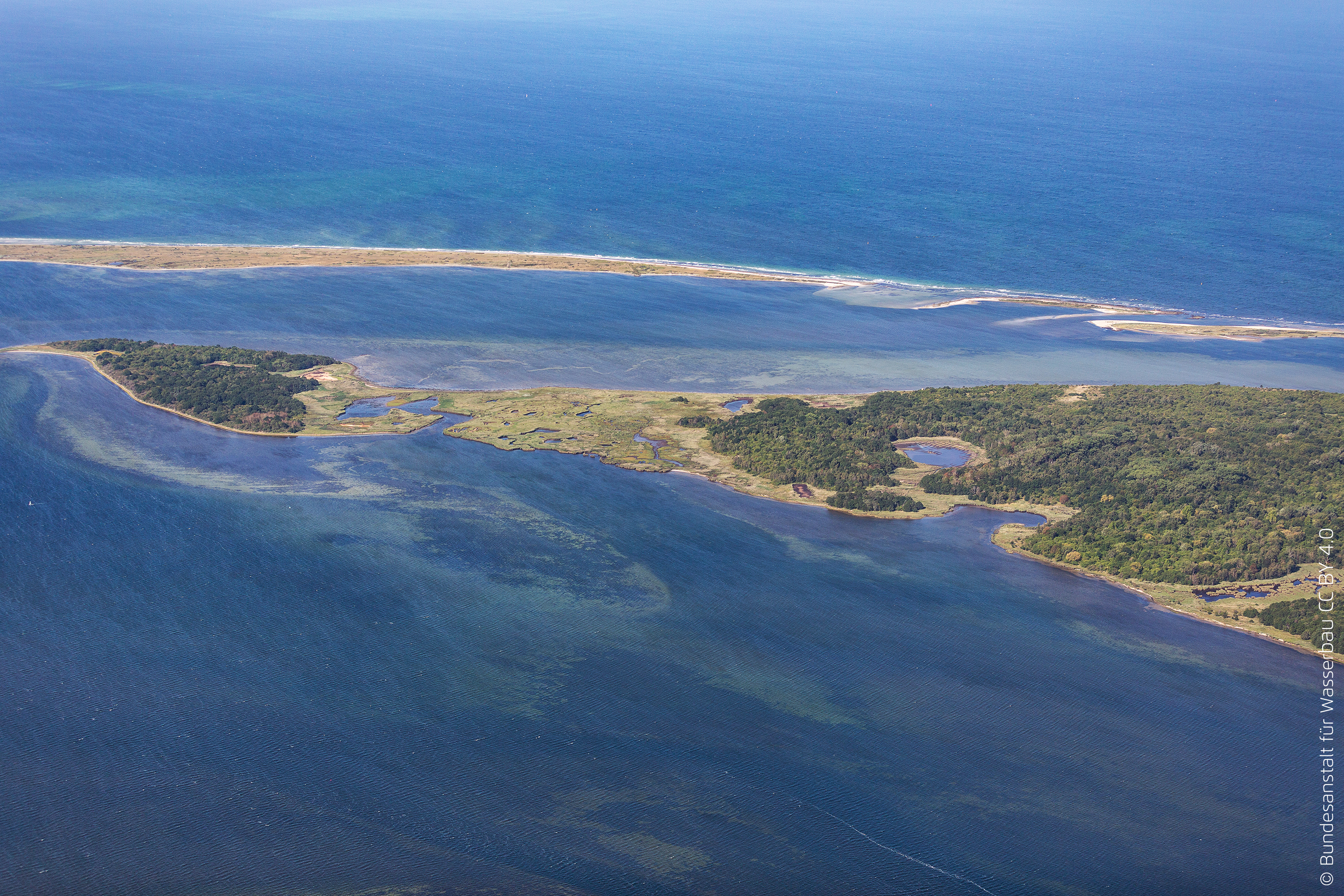
Luftbild des Naturschutzgebiets

Das gleichnamige Naturschutzgebiet besteht aus dem westlichen Teil der Halbinsel und ist mit den angrenzenden Wasserflächen 1940 ha groß. Die Halbinsel und das Salzhaff gehören zum EU-Vogelschutzgebiet „Küstenlandschaft Wismar-Bucht“, das Naturschutzgebiet ist ein Fauna-Flora-Habitat und die großen haffseitigen Röhrichtflächen sind Feuchtgebiete von nationaler Bedeutung. Im Gebiet sind die verschiedensten Lebensräume der Küste mit einem breiten Spektrum salzliebender Pflanzen und fast 90 Brutvogelarten anzutreffen.